# アンドル (ロワール＝アトランティック県)
アンドル （フランス語: Indre）は、フランス、ペイ・ド・ラ・ロワール地域圏、ロワール＝アトランティック県のコミューン。

## 地理

県におけるアンドルの位置

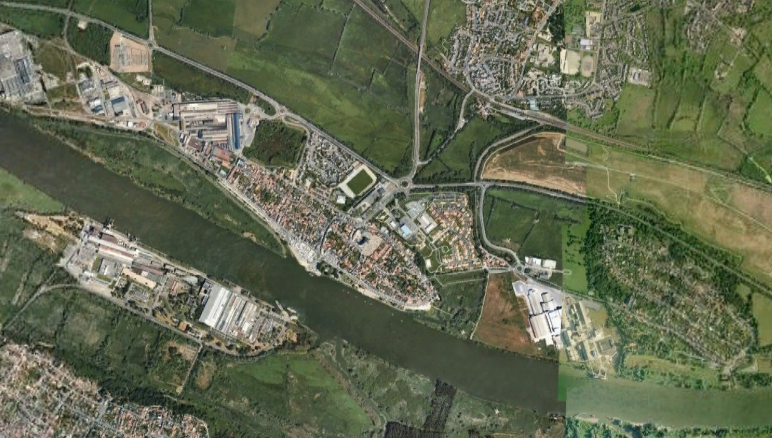
アンドルの衛星写真

歴史的なブルターニュの一部で、ペイ・ナンテに属する。コミューンは『3つの島のまち』（la cité des trois îles）とも呼ばれる。
ナントの西区から約2kmのところにあり、ナントの都市圏のうち2番目に面積が小さい。ロワール川の川床にまたがって位置し、町が発展する前は古い河川敷であった。ナントとアンドルはともに、河口の両岸にコミューン面積がまたがっている。
2010年のINSEEがまとめた順位表によれば、アンドルは都市型コミューンで、ナント都市単位を構成する24のバンリューのコミューンの1つである。

### 島
かつての漁師のまちは、ナントの下流8kmのところにあった。アンドルはもともと、ロワールの川床の中間にある、3つの花崗岩質の島から構成されていた。川の様々な改修にともない、バス・アンドル島（Basse-Indre）とオート・アンドル島（Haute-Indre）は北岸とくっつき、アンドレ島（Indret）は南岸とつながった。バス・アンドル島とアンドレ島の間をフェリーが往復している。コミューンの島精神は今も生き続けている。Indreという名称が用いられるのは少なく、住民たちはかつての島の名で土地を呼ぶのである。
バス・アンドル島は最も住民が多く、標高が高い。ボートのかたちをした島で、グランリュという大通りに向かって多くの小路が交差し上がっていく。
オート・アンドル島はかつて漁師、船員、水先案内人、船長らが暮らす島だった。オート・アンドル住民の大半がボートを所有している。これはロワール川の洪水の危険が絶えずあるためである。
ロワール南岸にあるアンドレ島は、最初にメルクール城と呼ばれる城があった。18世紀終わりから国立の工廠があった。

## 由来
Indreという名は、ラテン語のantrum（洞穴、ねぐら）からきている。840年には Antrum そしてAntrinse monasteriumとなった。1144年にはAndra、Aindreに変わり、1638年にはIndreとなった。
ガロ語ではAendrとなる。

## 歴史

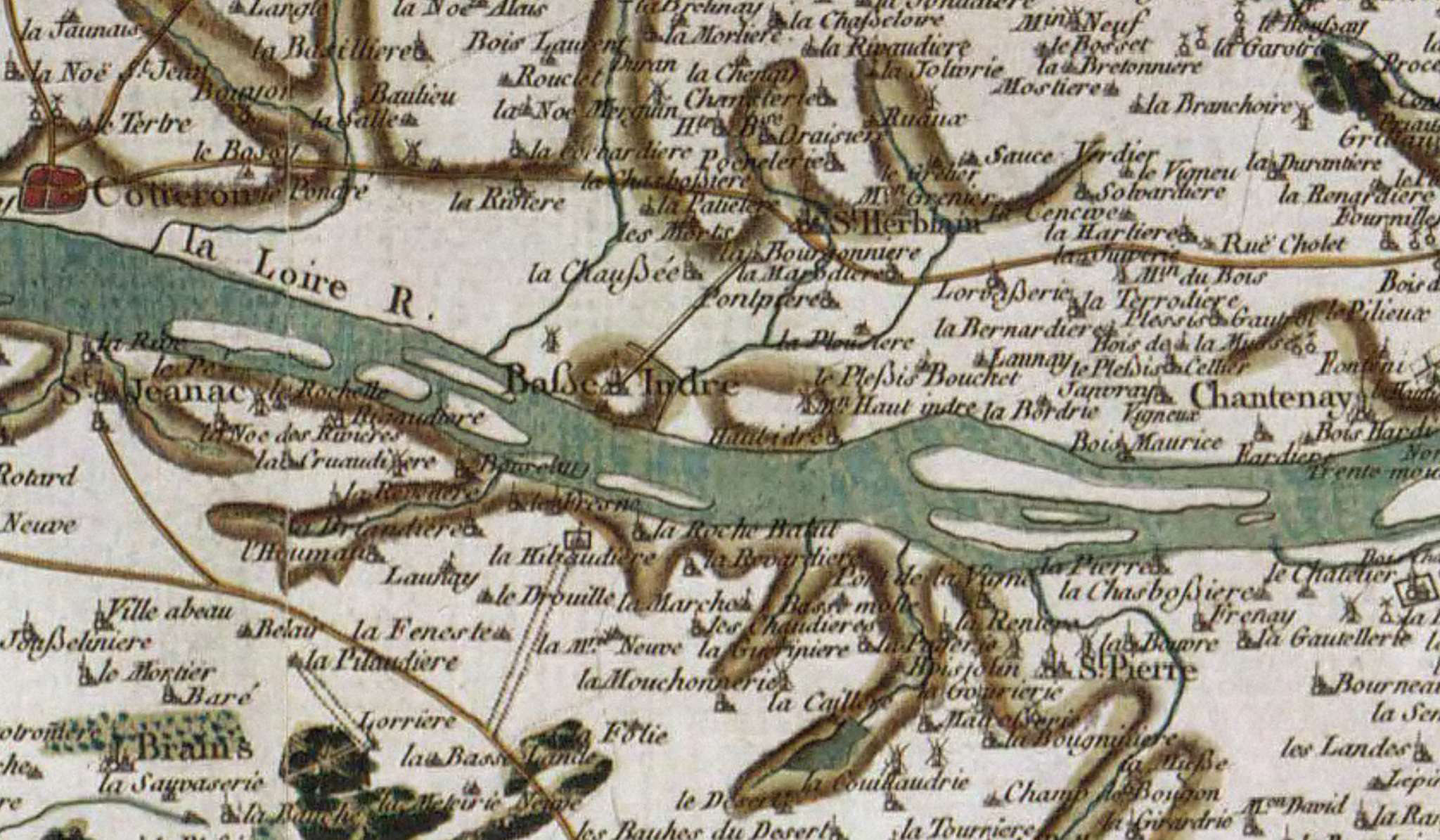
18世紀終わりのカッシーニ地図に描かれたアンドル

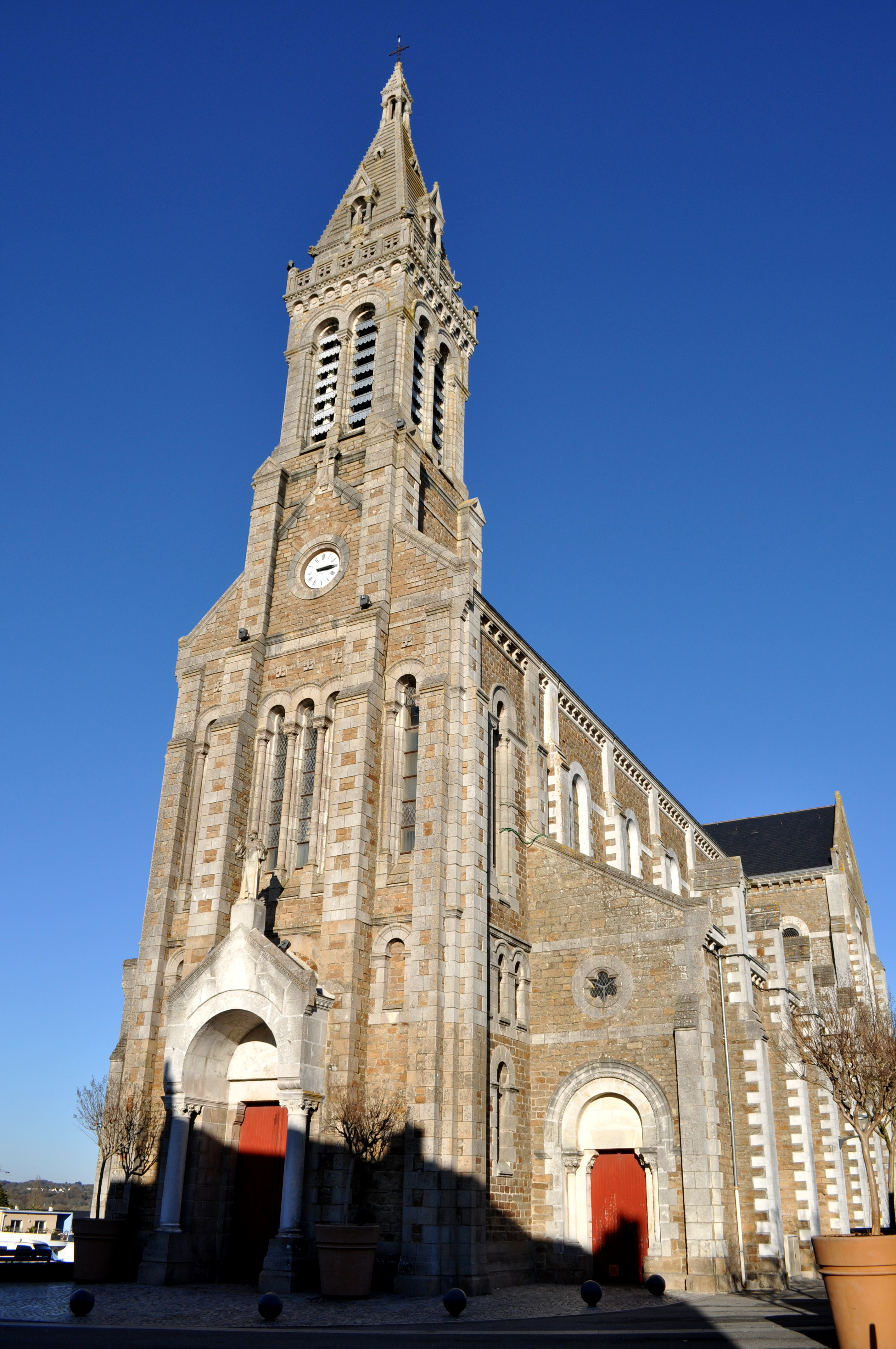
サンテルムラン教会

5世紀終わり、490年にナントを包囲することになるサクソン人たちが、島を要塞化した。
630年頃、ナント司教パスキエは、ナント近くに修道院を建ててほしいという住民の願いを自らの思いと重ね、教会を治めていた。高位聖職者は、フォンテネル修道院（サン＝ワンドリール＝ランソンにあった）の修道士であった聖アンスベールを送った。修道士たちが選んだ、ナント近郊の所定の土地に定住することを許可するというメッセージを携えていた。
エルムランは、ブルターニュに修道院を創設する全ての資格を携え任命された。彼は2人の兄弟修道士たちと一緒にフォンテネル修道院を出発した。ナントに到着すると、修道士たちはロワール川を下るため2隻のボートに乗船した。すぐに、彼らは島に上陸した。それはバス・アンドル島であった。そこは鬱蒼とした森で覆われ、その周り全てが草原で囲まれていた。エルムランは島に洞穴を見つけ、そこをAntrumと呼んだ。彼は第2のより小さな島（アンドレ島）を訪れ、Antricinium（小さな洞穴）と名づけた。パスキエ司教と協議した結果、エルムランはAntrum島に修道院を築き、聖ピエールと聖ポールを称える教会を2つ建てた。彼は任務を670年から678年の間に終わらせた。680年、司教アガテは修道院をベネディクト会に与えた。
843年、修道院は、ナントを略奪してロワールを下ってきたノルマン人に破壊された。その跡地には小修道院が建てられた。
1005年、ナント伯ビュディクは、アンドレ島に城を建てた。1026年には、この城で彼の妹ジュディットとコルヌアイユ伯アラン・カニアールの結婚式が挙げられた。
15世紀、アンドレ島はブルターニュ公の領地だった。ジャン5世とフランソワ1世は、エタンプ伯爵夫人マルグリット・ドルレアンに城を与えた。アンヌ・ド・ブルターニュの結婚によって、島はフランス王領となった。
1588年、アンリ2世は島をメルクール公フィリップ・エマニュエル・ド・ロレーヌへ与えた。彼が城を修復した。その後ルイ・デュプレシが島の持ち主となったが、彼がルイ13世と領地交換を行ったため、島は王領となった。1650年、摂政アンヌ・ドートリッシュは、土地と城をアパナージュとしてアブラム・デュケーヌへ与えた。彼がジロンド川河口でイングランド・スペイン連合艦隊を破ったことから、彼が戦いのため負担した武装の準備金の補償としてである。しかしデュケーヌはユグノーであったため、ナントの勅令の廃止後にスイスに亡命してしまった。
1777年、大砲を製造するための王立海軍工廠が島に設置された。

## 人口統計
| 1962年 | 1968年 | 1975年 | 1982年 | 1990年 | 1999年 | 2006年 | 2012年 |
| ------ | ------ | ------ | ------ | ------ | ------ | ------ | ------ |
| 4625   | 4286   | 3709   | 3513   | 3262   | 3641   | 3688   | 4032   |

source=1999年までLdh/EHESS/Cassini、2004年以降INSEE